# Santa María Cahabón
Santa María Cahabón est une ville du Guatemala dans le département d'Alta Verapaz.